# Кунгсенген
Кунгсенген  (швед. Kungsängen) — місто та адміністративний центр комуни Уппландс-Бру, лен Стокгольм, Швеція з 9 382 жителями (2010).
У місті розташований Міжнародний центр сухопутних військ Швеції (SWEDINT). Місто розташоване приблизно за 30 кілометрів на північний захід від Стокгольма. 

## Галерея

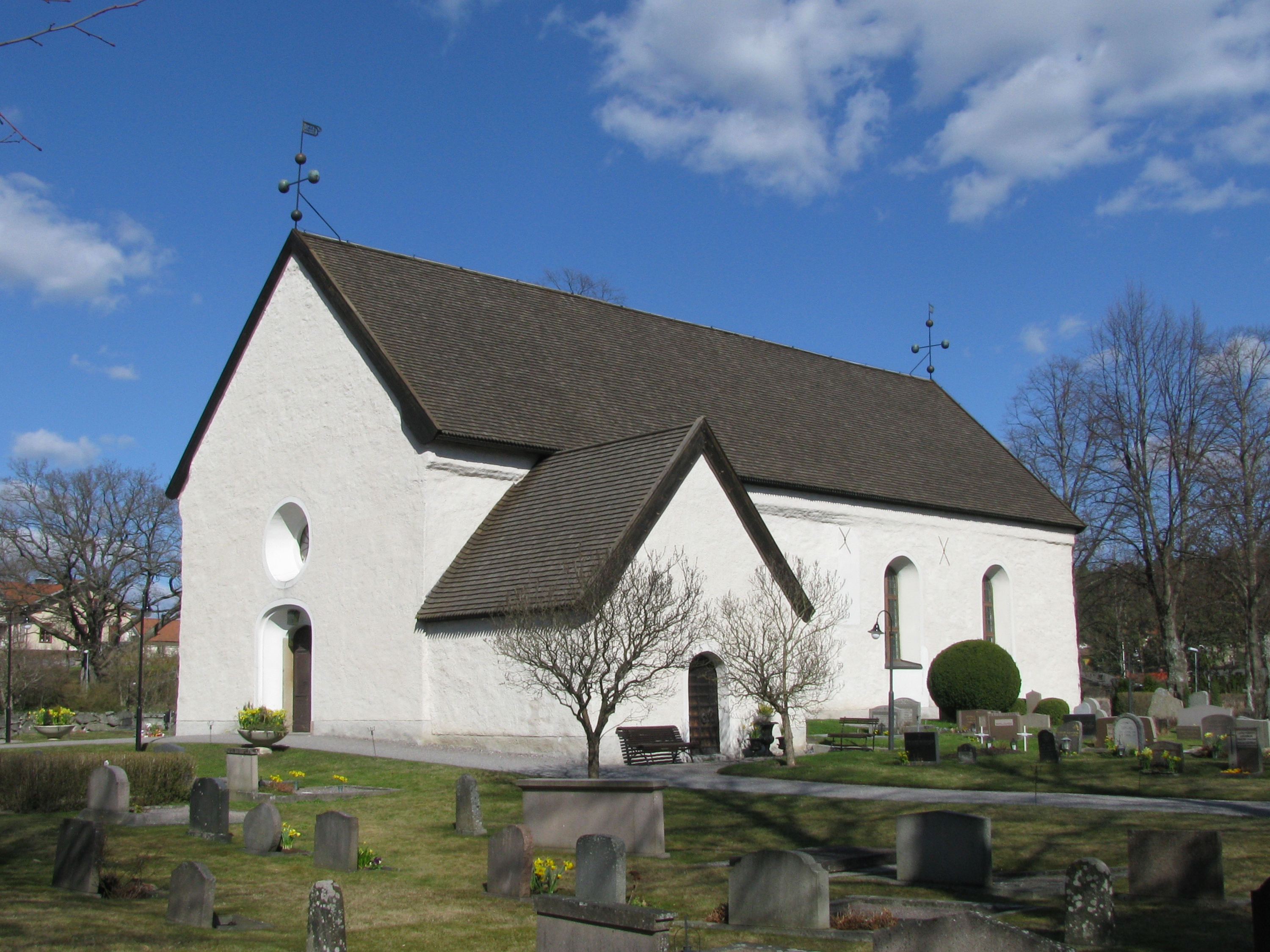
Церква Кунгсенгена походить з XIII століття.
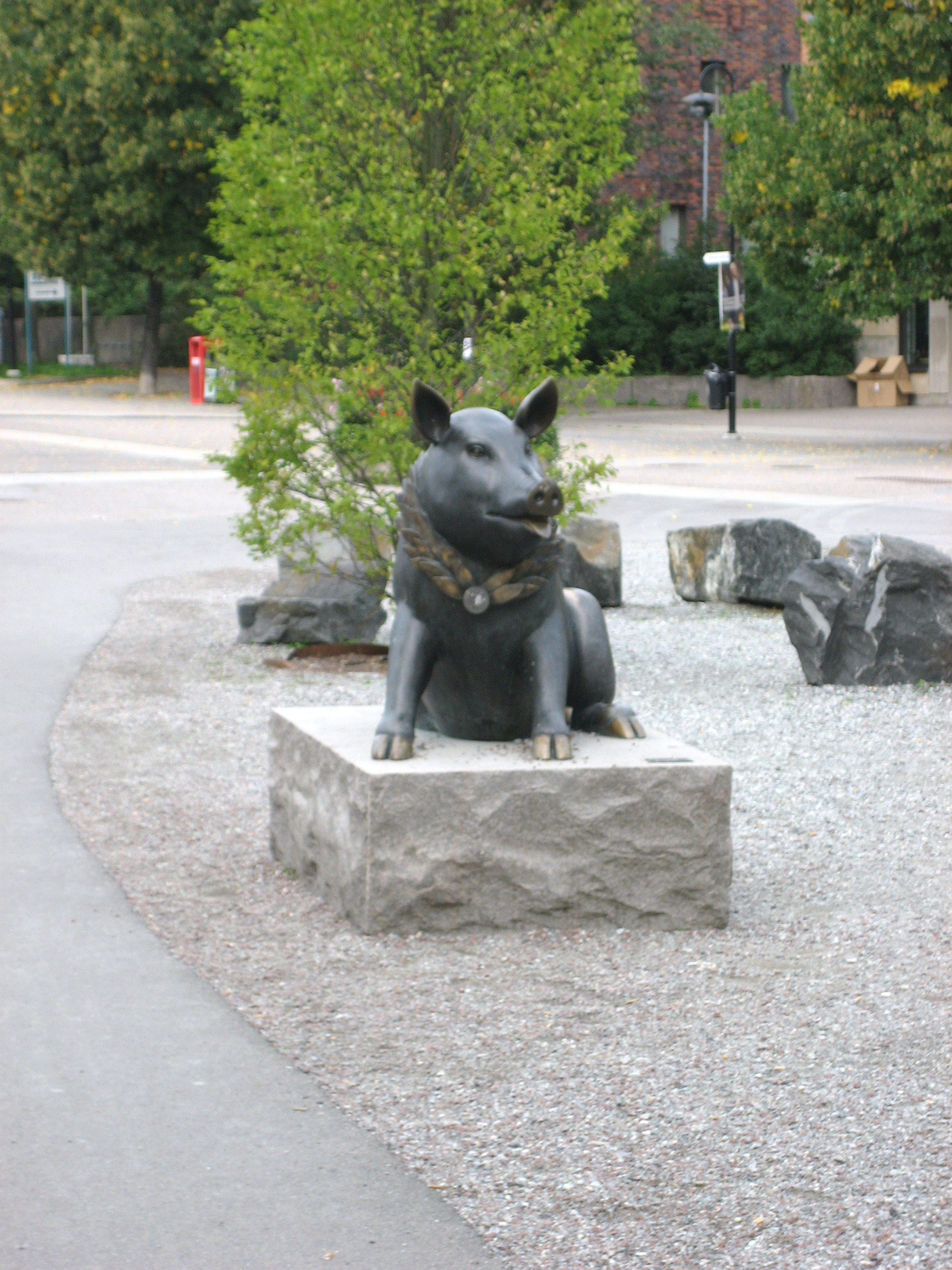
Бронзова скульптура свині Карла Фредеріка Рейтерсверда.
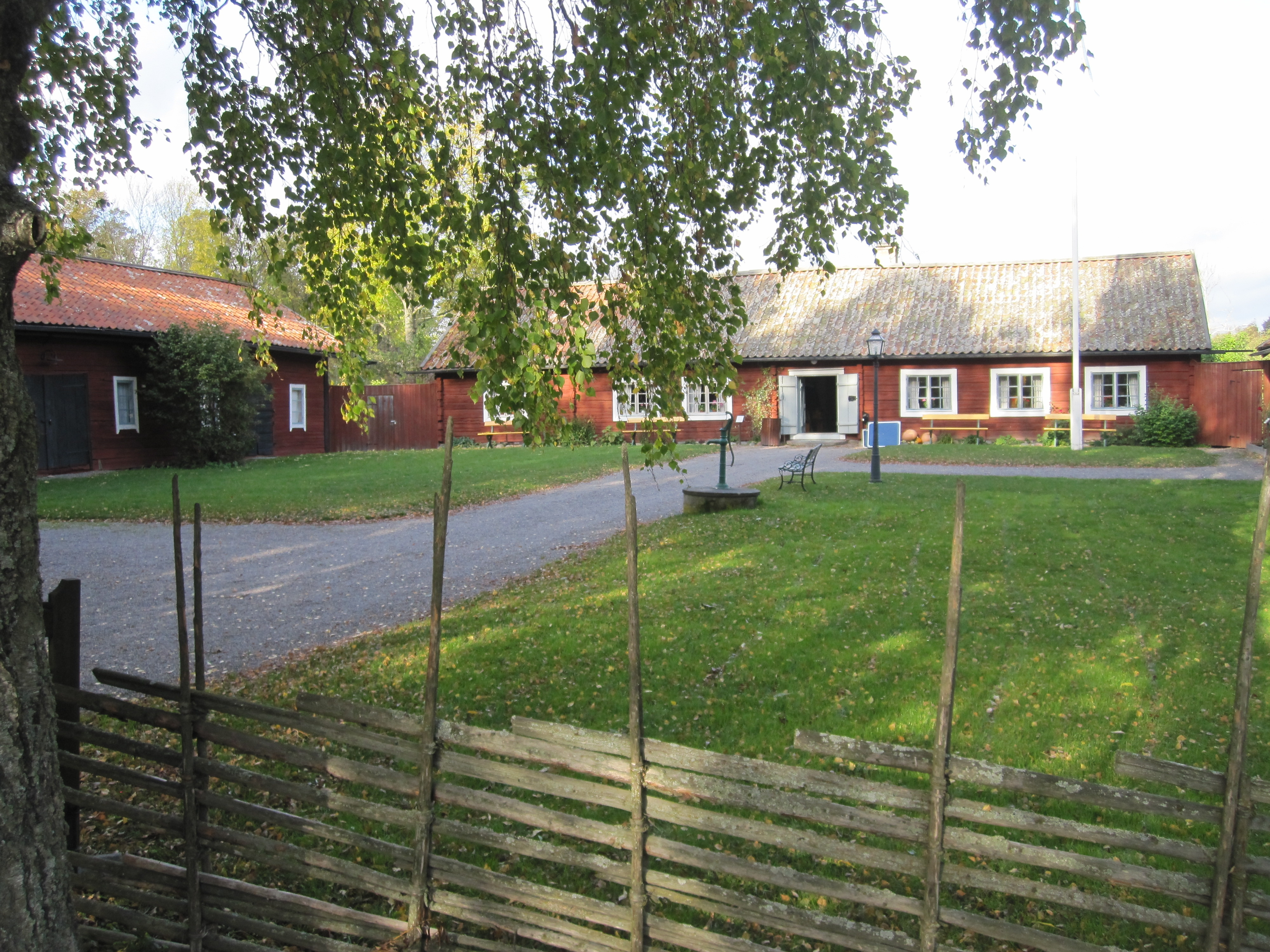
Ферма в Кунгсенгені.
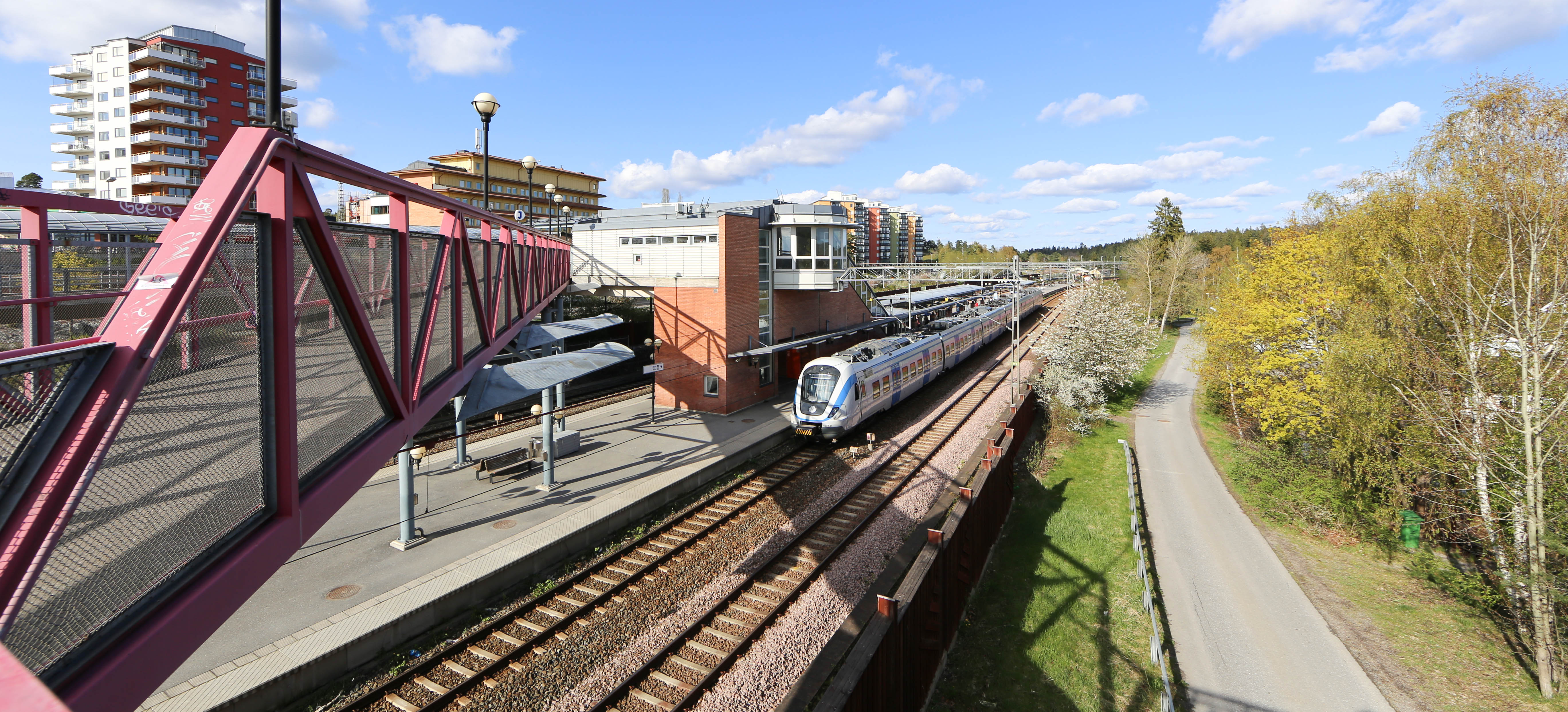
Залізнична станція у травні 2014 року.
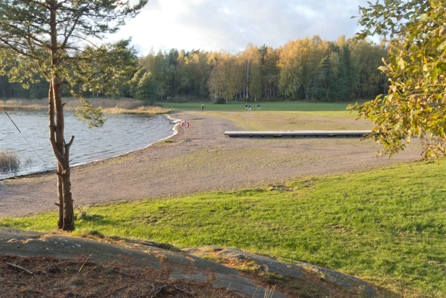
Вигляд на Lillsjöbadet.
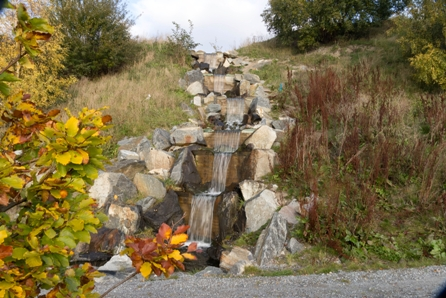
Водоспад Lillsjötoppens восені.
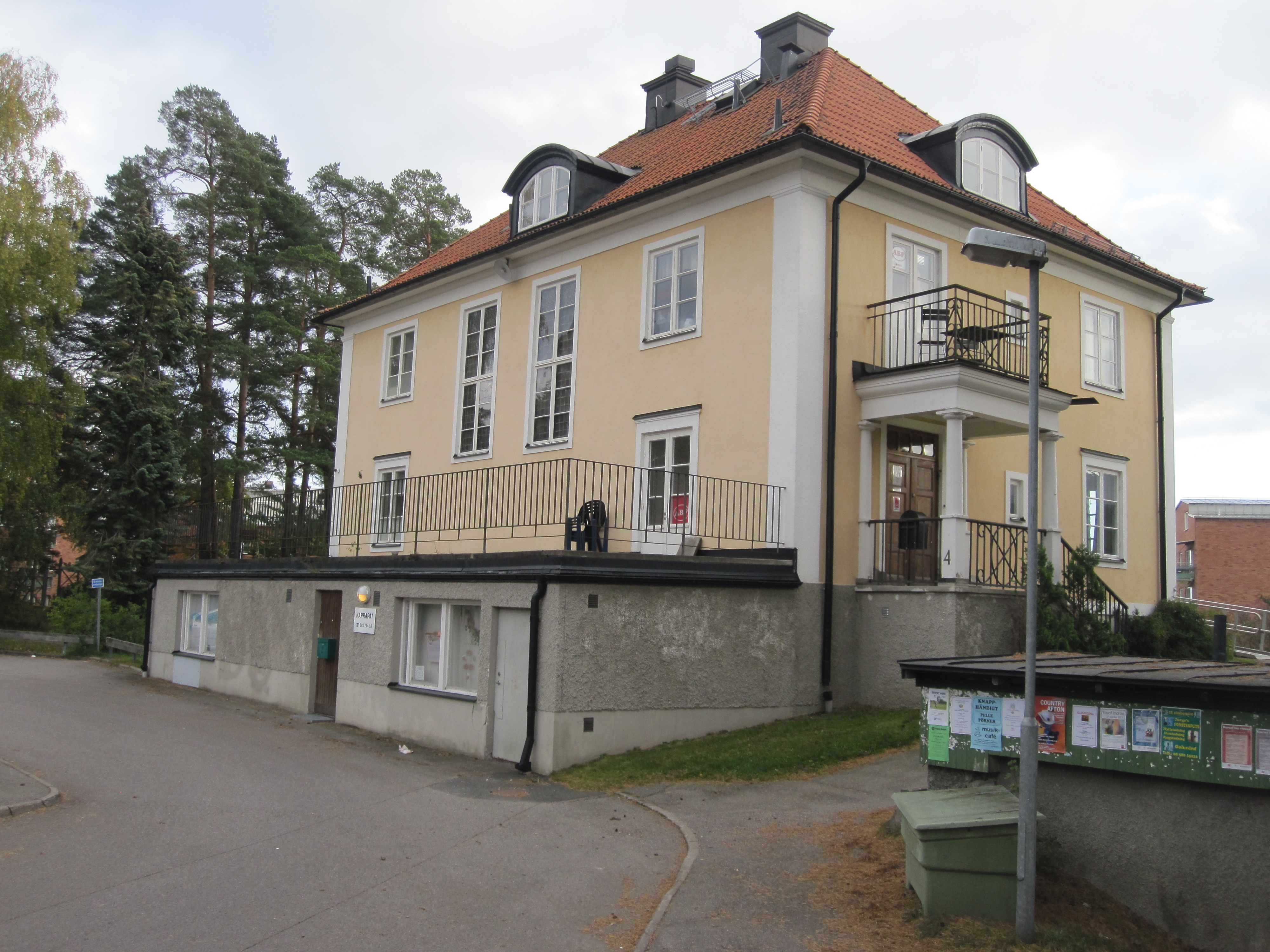
Вілла Скуга в центрі.

## Відомі люди
- Ларс Фреландер — шведський плавець, олімпійський чемпіон.
- Андерс Фріден — шведський вокаліст та музичний продюсер, найбільш відомий виступами у гетеборзькому метал-гурті In Flames.
- Нямко Сабуні — шведський політик африканського походження. З 2006 по 2013 рік — міністр інтеграції та рівності статей, депутат парламенту від Народної партії — ліберали.